# Lauerz
Lauerz (toponimo tedesco) è un comune svizzero di 1 089 abitanti del Canton Svitto, nel distretto di Svitto; si affaccia sul lago di Lauerz.